# Nicolás Bruzzone (jogador de rugby)
Nicolás Bruzzone (24 de outubro de 1985) é um jogador de rugby sevens argentino.

## Carreira
Nicolás Bruzzone integrou o elenco da Seleção Argentina de Rugbi de Sevens, na Rio 2016, que foi 6º colocada. É o recordista de jogos de sevens pela seleção argentina.